# Торговля органами
Торговля органами — любая незаконная деятельность в отношении человеческих органов; может включать в себя незаконное удаление, вымогательство, а также хранение, транспортировку и использование незаконно изъятых органов.
Трансплантация органов является одним из крупнейших достижений науки XX века, позволяющим спасти многие жизни. Но, в то же время, она привела к появлению новых проблем и нового вида преступности. К ним относятся как трансплантационный туризм, так и убийства людей с целью получения их органов. Эти проблемы усугубились в 1980—1990-е годы и привлекли внимание международных организаций.
Незаконные операции по трансплантации органов широко распространены и исчисляются тысячами в год. Самыми распространёнными являются пересадка почек и печени.
Было принято несколько международных соглашений, направленных на борьбу с данным явлением. В 1997 году была принята Европейская Конвенция о правах человека и биомедицине. В 2000 году была принята Конвенция ООН против транснациональной организованной преступности, включающая в себя Протокол о предупреждении и пресечении торговли людьми, особенно женщинами и детьми, и наказании за нее. В 2000 году было подписано Соглашение о сотрудничестве государств — участников СНГ о борьбе с торговлей людьми, органами и тканями человека. В 2015 году была принята Европейская Конвенция по борьбе с торговлей человеческими органами (вступила в силу в 2018 году).
В Российской Федерации торговля органами запрещена законом № 4180-I «О трансплантации органов и (или) тканей человека», запрещающим куплю-продажу органов и принятым в 1992 году. Кроме того, в уголовном кодексе существуют статьи «убийство с целью использования органов или тканей», «умышленное причинение тяжкого вреда здоровью в целях использования
органов или тканей потерпевшего», «принуждение к
изъятию органов или тканей для трансплантаци» и «торговля людьми в целях изъятия органов или тканей у потерпевшего».